# Флупіртин
Флупіртин (англ. Flupirtine, лат. Flupirtinum) — синтетичний препарат, що належить до групи ненаркотичних анальгетиків. Флупіртин застосовується перорально.

## Історія
Флупіртин розроблений у 70-х роках у лабораторії німецької компанії «Chemiewerk Homburg» робочою групою під керівництвом Бебенбурга. У 1984 році препарат під торговою назвою «Катадолон» уперше схвалений для клінічного використання у Німеччині. Початково препарат у клінічному застосуванні виявляв досить високу ефективність, і при його застосуванні не спостерігалось значних побічних ефектів. проте флупіртин не отримав схвалення для клінічного застосування в США у зв'язку із випадками появи при його застосуванні пігментного ретиніту. З 2013 року почали з'являтися повідомлення про часті випадки серйозних уражень печінки при застосуванні флупіртину. Заходи щодо обмеження його застосування виключно при неефективності інших протизапальних препаратів не зменшили кількості повідомлень щодо токсичної дії флупіртину на печінку, й у 2018 році Європейське агентство з лікарських засобів рекомендувало відкликати ліцензію на клінічне застосування препарату в Європейському Союзі. У 2018 регулюючі органи Росії також прийняли рішення про анулювання реєстраційного посвідчення на флупіртин.

## Фармакологічні властивості
Флупіртин — синтетичний препарат, що належить до групи ненаркотичних анальгетиків. Механізм дії препарату полягає в активуванні калієвих каналів у нейронах, які зв'язані G-білками. Це призводить до відтоку іонів калію з клітини, причому знижується активація мембрани нейронів, наслідком чого є блокування активності NMDA-рецепторів та гальмування входу іонів кальцію в клітину, після чого відбувається блокування передачі висхідних больових імпульсів, що призводить до знеболювального ефекту. Інгібування NMDA-рецепторів також запобігає переходу болю в хронічну форму. Знеболювальний ефект препарату також частково пов'язаний із активацією нисхідних механізмів модуляції болю через ГАМК-рецептори. Флупіртин не взаємодіє з α-адренорецепторами, β-адренорецепторами, м-холінорецептори та н-холінорецепторами, дофаміновими, 5-НТ1, 5-НТ2, опіоїдними та бензодіазепіновими рецепторами, а також не впливає на калієві канали міокарду та на обидві форми циклооксигенази. Флупіртин застосовується як знеболюючий засіб, у тому числі при неефективності інших знеболювальних препаратів, а також при нейропатичному болю. Проводяться дослідження з ефективності застосування препарату при розсіяному склерозі та при фіброміалгії. Початково флупіртин позиціонувався як препарат, при застосуванні якого спостерігалось менше побічних ефектів. Проте за кілька років застосування препарату з'явились часті повідомлення про токсичну дію на печінку, у зв'язку з чим відкликана ліцензія на клінічне застосування препарату в Європейському Союзі.

### Фармакокінетика
Флупіртин швидко всмоктується при пероральному застосуванні, біодоступність препарату становить близько 90 %. Флупіртин добре зв'язується з білками плазми крові. Препарат проникає через плацентарний бар'єр та виділяється в грудне молоко. Метаболізується флупіртин у печінці з утворенням активного і неактивного метаболітів. Виводиться препарат із організму переважно з сечею, незначна частина виводиться з калом і жовчю, у вигляді метаболітів, лише незначна частина препарату виводиться у незміненому вигляді. Період напіввиведення препарату становить у середньому 7 годин, для активного метаболіту період напіввиведення становить 10 годин; і цей час збільшується у людей похилого віку, при порушеннях функції печінки та нирок.

## Показання до застосування
Флупіртин застосовується при вираженому гострому та хронічному больовому синдромі при неефективності інших анальгетиків та протизапальних препаратів, у тому числі слабких опіоїдів.

## Побічна дія
Найхарактернішим та найнебезпечнішим побічним ефектом при застосуванні флупіртину є токсичне ураження печінки, включно з розвитком печінкової недостатності. Описані також випадки галюцинаторного синдрому в осіб, які застосовували флупіртин у дуже великих дозах з метою отримання ейфорії як заміни опіоїдів. Іншими побічними ефектами препарату є:
- Алергічні реакції та з боку шкірних покривів — шкірний висип, свербіж шкіри, кропив'янка, гарячка, гіпергідроз.
- З боку травної системи — запор або діарея, сухість в роті, диспепсія, нудота, блювання, печія, метеоризм.
- З боку нервової системи — запаморочення, слабість, порушення сну, головний біль, тремор, зміни настрою, порушення зору, депресія, тривожність, відсутність апетиту, дезорієнтація.

## Протипокази
Флупіртин протипоказаний при підвищеній чутливості до препарату, печінковій недостатності, холестатичному синдромі, міастенії, алкоголізмі, інших захворюваннях печінки, вагітності, годуванні грудьми, разом із іншими препаратами, які можуть спричинювати ураження печінки.

## Форми випуску
Флупіртин випускається у вигляді желатинових капсул по 0,1 г і таблеток по 0.4 г.